# 滇芹属
滇芹属（学名：Sinodielsia）是伞形科下的一个属，为多年生草本植物。该属仅有滇芹（Sinodielsia yunnanensis）一种，分布于中国云南。